# Eje ferroviario transversal de Andalucía
El Eje Ferroviario Transversal de Andalucía será una infraestructura ferroviaria de altas prestaciones, con tramos de alta velocidad, que atravesará la comunidad autónoma de Andalucía (España) en dirección oeste-este, pasando por Huelva, Sevilla, Antequera, Granada y Almería. En algunos medios, también se le conoce como A-92 ferroviaria, expresión que también aparece en un documento de la Agencia de Obra Pública de la Junta de Andalucía.
Los tramos comprendidos entre Huelva y Sevilla, y entre Antequera y Granada, están diseñados en doble vía electrificada a 25.000 V de corriente alterna de ancho estándar (1.435 mm) con velocidades máximas entre 250 y 350 km/h según tramos.
En abril de 2014 la Junta de Andalucía canceló la continuación de las obras en el tramo Sevilla-Antequera, solicitándolas al Gobierno de España.

## Tramos

### Frontera Portuguesa - Huelva
| Tramo                        | Kilómetros | Estado (fecha) | Plazo ejecución |
| ---------------------------- | ---------- | -------------- | --------------- |
| Frontera Portuguesa - Huelva |            | Suspendida     |                 |

### Huelva - Sevilla
La construcción de este tramo es competencia del Ministerio de Fomento. Será una nueva línea de alta velocidad de 95,5 km y con una velocidad máxima de 350 km/h.
El proyecto se encuentra en la tramitación de la Declaración de Impacto Ambiental (DIA) de la nueva infraestructura. Dicha DIA esperaba ser aprobada para antes del 27 de julio de 2020, sin embargo, debido a la crisis por la pandemia de COVID-19 dicha fecha ha sido aplazada hasta el 30 de octubre y, puede ser prorrogada hasta finales de diciembre o incluso al primer trimestre de 2021. 
El 26 de abril de 2021 el Ministerio de Transportes confirmó que el proceso seguía su curso pero que ha quedado supeditada a una solicitud de información adicional, por lo que, los plazos serán nuevamente prorrogados.
Finalmente el 12 de octubre de 2024 la línea de alta velocidad Sevilla-Huelva obtuvo Declaración de Impacto Ambiental favorable.
| Tramo                                        | Longitud | Estado (fecha)                   | Plazo ejecución |
| -------------------------------------------- | -------- | -------------------------------- | --------------- |
| Estación de Huelva                           | 4,5 km   | En servicio (25/04/2018)         | 36 meses        |
| Huelva-Niebla                                | 17,2 km  | Proyectos licitados (19/03/2025) | 30 meses        |
| Niebla-La Palma del Condado                  | 25,3 km  | Proyectos licitados (19/03/2025) | 24 meses        |
| La Palma del Condado-Sanlúcar la Mayor       | 26,2 km  | Proyectos licitados (19/03/2025) | 24 meses        |
| Sanlúcar la Mayor-Valencina de la Concepción | 18,6 km  | Proyectos licitados (19/03/2025) | 30 meses        |
| Valencina de la Concepción-Majarabique       | 8,1 km   | Proyectos licitados (19/03/2025) | 30 meses        |
| Nudo de Majarabique                          |          | Proyectos licitados (19/03/2025) | 30 meses        |

### Sevilla - Antequera
La construcción de este tramo correspondía a la Junta de Andalucía. Originariamente planteado como una línea de alta velocidad exclusivo para pasajeros, la renuncia del gobierno autonómico a la finalización de las obras, y la inclusión del tramo en el Corredor Mediterráneo europeo, conllevará su utilización por trenes convencionales de pasajeros y mercancías.
Actualmente la mayor parte de los subtramos se encuentran en obras, algunos tramos ya tienen la plataforma terminada, aunque falta comenzar la instalación de la vía y catenaria, que se llevará a cabo simultáneamente en todos los tramos.
Este tramo permitirá reducir el tiempo de viaje entre Sevilla y Málaga (y Granada al concluir Fomento el tramo entre Antequera y esta ciudad, y posteriormente también Almería), que desde 2007 están unidas por alta velocidad a través de la línea de Córdoba a Málaga.
Con las obras de plataforma terminadas entre Marchena y Bobadilla, tras una inversión de 280 millones de euros, la Junta de Andalucía desestimó continuar las obras en el tramo restante y más costoso entre Sevilla Santa Justa y Marchena, pasando por el aeropuerto de Sevilla, quedando aislado el tramo ejecutado. De esta forma, el gobierno del PP se hizo cargo de las obras ya realizadas por la Junta y con el fin de optimizar los costes, prefirió proyectar un bypass entre las líneas existentes de alta velocidad de Sevilla y Málaga en el entorno de Almodóvar del Río (Córdoba). De esta forma, en una primera fase, los servicios de alta velocidad entre Sevilla y Málaga seguirán pasando por el entorno de Córdoba, pero ya sin parada en esta ciudad, lo que reduciría el tiempo de viaje a unos 95 minutos con una mínima inversión que rondará los 20 millones de euros. Son menos de los 115 actuales, pero aún lejos de los 65 que permitiría la LAV transversal, si bien se conseguirá un ahorro de más de mil millones de euros.
Unas inundaciones en octubre de 2018 destruyeron la antigua vía convencional en el entorno de Aguadulce. La Junta de Andalucía acordó con el Gobierno de España utilizar la plataforma de la nueva línea de alta velocidad para su uso por trenes convencionales, reestableciéndose el servicio de trenes entre Sevilla y Málaga el 31 de mayo de 2021.
| Tramo                               | Kilómetros | Estado (fecha)                                                        | Plazo ejecución |
| ----------------------------------- | ---------- | --------------------------------------------------------------------- | --------------- |
| Sevilla – Aeropuerto de Sevilla     | 10,96      | Obras paralizadas (16/12/2009)                                        | 38 meses        |
| Aeropuerto de Sevilla - Los Alcores | 10,7       | Proyecto terminado                                                    |                 |
| Túnel de Los Alcores                | 6,6        | Obras paralizadas (16/12/2009)                                        | 38 meses        |
| Los Alcores - Cordel de Paradas     | 11         | Proyecto terminado                                                    |                 |
| Cordel de Paradas - Marchena        | 12         | Proyecto terminado                                                    |                 |
| Marchena - Osuna I                  | 12,3       | Terminadas obras plataforma                                           |                 |
| Marchena - Osuna II                 | 12,5       | Terminadas obras plataforma                                           |                 |
| Variante de Osuna                   | 14,5       | Terminadas obras plataforma                                           |                 |
| Osuna - Aguadulce                   | 9,1        | Vía instalada, sin electrificar                                       |                 |
| Aguadulce - Pedrera                 | 7,8        | Vía instalada, sin electrificar                                       |                 |
| Pedrera - Fuente de Piedra          | 14,5       | Terminadas obras plataforma (excepto la estación de Fuente de Piedra) |                 |
| Fuente de Piedra - Antequera        | 7          | Terminadas obras plataforma                                           |                 |

### Nudo de Bobadilla - Antequera
El nudo de Antequera conecta el Eje Ferroviario Transversal con la línea de alta velocidad Córdoba-Málaga en el entorno de la estación de Antequera-Santa Ana. La fase II, también conocida como bypass de Gobantes, permite la circulación de trenes entre Málaga y Granada desde el 4 de abril de 2022.
| Tramo                                               | Kilómetros | Estado (fecha)                                         | Plazo ejecución |
| --------------------------------------------------- | ---------- | ------------------------------------------------------ | --------------- |
| Nudo de Bobadilla Fase I (Conexión Sevilla-Granada) | 11,3       | En servicio (junio de 2019)                            |                 |
| Nudo de Bobadilla Fase II (Conexión Málaga-Granada) | 6,2        | En servicio (junio de 2019), sin circulación de trenes |                 |
| Nudo de Bobadilla Fase III Bobadilla - Antequera    | 10,5       | En servicio (junio de 2019)                            |                 |
| Nueva estación de Antequera                         |            | En servicio (enero de 2023)                            |                 |

### Antequera-Granada

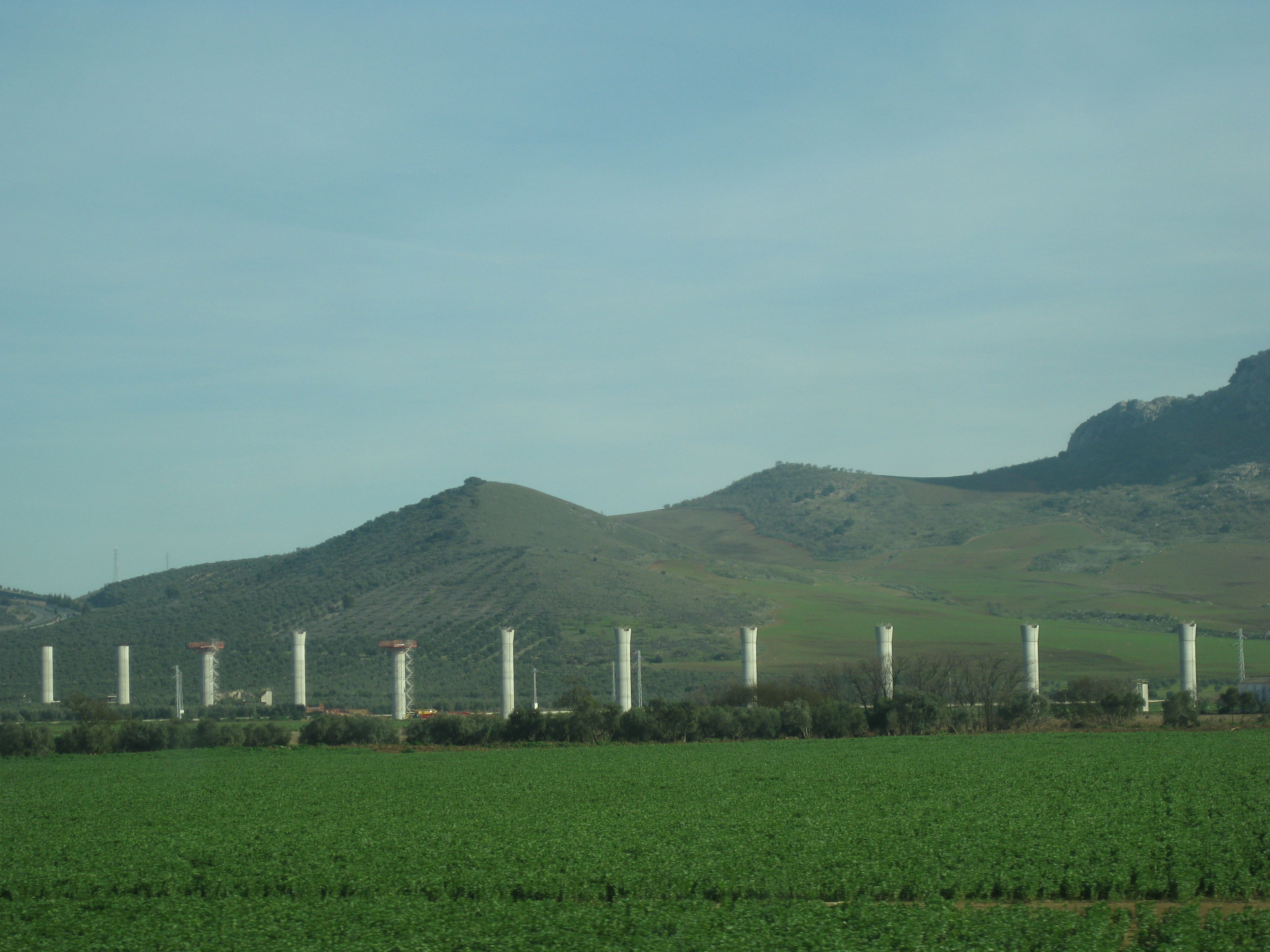
Obras en el entorno de Antequera. Enero de 2013.

Este tramo es competencia del Ministerio de Fomento, con excepción del subtramo Loja - Tocón, que lo ejecutó la Junta de Andalucía. Su construcción supone la llegada de la alta velocidad a Granada, con conexiones a Sevilla, Málaga y Madrid (a través del NAFA), además de abrir la posibilidad de líneas más allá de esos destinos. El tramo de la variante de Loja tuvo que ser replanteado por el sur de la ciudad, al mostrar los estudios geotécnicos que el trazado previsto por el norte eran inviables por la presencia de bolsas de agua fulgurosa. Está diseñado para una velocidad máxima de 300 km/h.
El tramo entre Loja y Tocón de la línea convencional Bobadilla - Granada, construida en el siglo XIX, fue reformado y preparado para ser utilizado en la línea de alta velocidad con pequeñas transformaciones.
El AVE llega a Granada en vía única. La plataforma de la LAV tiene anchura suficiente para dos vías, pero de momento, entre Archidona y Granada, solo se está montando una, que será utilizada por trenes de alta velocidad. Posteriormente se instalará la otra vía, propiciendo una vía por sentido.
La finalización del tramo estaba prevista para 2013, pero no se cumplió debido a la imposibilidad de construir la variante de Loja descrita en el anterior párrafo.
Antes de abandonar el Gobierno central, el ministerio de José Blanco López cambió el proyecto por una nueva variante por el sur, pero tras el cambio de gobierno, los ajustes presupuestarios conllevaron la no realización de esta variante por el sur y que en su lugar la alta velocidad pasaría por Loja por la línea existente. Esto aumentaría el tiempo de viaje previsto en 15 minutos, pero permitirá que la alta velocidad llegue a Loja y Granada antes de la construcción de la variante. La puesta en funcionamiento de esta adaptación estaba prevista para finales de 2015, pero finalmente llegó en junio de 2019. Para agilizar la puesta en servicio, la línea se puso en funcionamiento antes de soterrar la línea ferroviaria por Granada.
Pese a que el PSOE afirmó en varias ocasiones que la línea convencional sería mantenida para tráfico regional y de mercancías, en 2025 el ministerio de Óscar Puente decidió desmantelarla.
| Tramo                             | Tramo                             | Kilómetros | Estado (fecha BOE)          | Plazo ejecución |
| --------------------------------- | --------------------------------- | ---------- | --------------------------- | --------------- |
| Antequera-Peña de los Enamorados  | Antequera-Peña de los Enamorados  | 8,5        | En servicio (junio de 2019) |                 |
| Peña de los Enamorados-Archidona  | Peña de los Enamorados-Archidona  | 7,5        | En servicio (junio de 2019) |                 |
| Archidona-Arroyo de la Negra      | Archidona-Arroyo de la Negra      | 3,26       | En servicio (junio de 2019) |                 |
| Arroyo de la Negra-Arroyo Viñuela | Arroyo de la Negra-Arroyo Viñuela | 5,1        | En servicio (junio de 2019) |                 |
| Arroyo Viñuela-Quejigares         | Arroyo Viñuela-Quejigares         | 4,91       | En servicio (junio de 2019) |                 |
| Variante de Loja                  | Tramo Quejigares                  | 3,3        | Plataforma terminada        |                 |
| Variante de Loja                  | Tramo Riofrío                     | 3,7        | Obras adjudicadas           |                 |
| Variante de Loja                  | Tramo variante A-92               | 6,7        | Obras adjudicadas           |                 |
| Variante de Loja                  | Tramo variante Valle del Genil    | 7,7        | Obras licitadas             |                 |
| Nueva estación de Loja            | Nueva estación de Loja            |            | En servicio (junio de 2019) |                 |
| Loja-Tocón                        | Loja-Tocón                        | 12         | En servicio (junio de 2019) |                 |
| Tocón-Valderrubio                 | Tocón-Valderrubio                 | 14,08      | En servicio (junio de 2019) |                 |
| Valderrubio-Pinos Puente          | Valderrubio-Pinos Puente          | 6,16       | En servicio (junio de 2019) |                 |
| Pinos Puente-Granada              | Pinos Puente-Granada              | 12,6       | En servicio (junio de 2019) |                 |
| Integración en Granada            | Integración en Granada            | 2,6        | En construcción             |                 |
| Nueva estación de Granada         | Nueva estación de Granada         |            | En servicio (junio de 2019) |                 |

### Granada - Almería
En 2017, el Gobierno descartó la línea de alta velocidad entre Granada y Almería, cuyo estudio informativo fue presentado el 19 de diciembre de 2009. Iba a ser una nueva línea de alta velocidad de 146 km, con características para tráfico mixto y velocidad máxima de 250 km/h, para un tiempo de viaje de 65 minutos entre Granada y Almería.
En su lugar, se anunció una renovación integral de los 180 km de línea convencional (línea Moreda-Granada y parte de la línea Linares-Almería) adaptándola a altas prestaciones, con electrificación a 25 kV y conversión al ancho internacional, para de esta forma poder ser utilizada por todo tipo de trenes, de manera similar a lo que se está realizando en la línea Bobadilla-Algeciras. El horizonte de este proyecto es el año 2030, con el fin de estar en funcionamiento al mismo tiempo que el tramo Murcia-Almería del Corredor Mediterráneo, dando continuidad a éste en Andalucía.
Como parte de las obras de la llegada de la alta velocidad a Almería desde Murcia, se están realizando obras de integración y eliminación de pasos a nivel, que han conllevado el corte ferroviario entre la capital almeriense y Huércal. La fecha para el fin de estos trabajos y el restablecimiento del tráfico estaba prevista para el 14 de mayo de 2020, sin embargo, debido a la paralización de las obras por la pandemia de enfermedad por coronavirus la fecha estimada se ha retrasado hasta entre diciembre de 2020 y febrero de 2021. En 2025 empezaron las obras de soterramiento del ferrocarril en Almería, con final previsto en octubre de 2026.
| Tramo                            | Kilómetros | Estado (fecha)                            | Plazo ejecución |
| -------------------------------- | ---------- | ----------------------------------------- | --------------- |
| Embalse de Cubillas - Huéneja    | 84         | Estudio informativo terminado, descartado |                 |
| Huéneja - Huércal de Almería     | 62         | Estudio informativo terminado, descartado |                 |
| Cambiador de ancho de Granada    |            | En servicio (diciembre de 2024)           |                 |
| Reforma y modernización integral | 180        | Proyectos adjudicados                     | 2024            |
| Integración en Almería           |            | En obras                                  | 14/05/2020      |

## Reducción de los tiempos de viaje
Una vez entre en servicio esta infraestructura, los tiempos de viaje quedarán reducidos de esta manera. Los tiempos actuales de 2020 se corresponden a los posibles tras haberse descartado el tramo de alta velocidad Sevilla-Antequera, y sin haberse construido el bypass de Almodóvar del Río, previsto para 2026, ni la variante de Loja. La fecha de la entrada en servicio de los trenes regionales de alta velocidad entre Sevilla y Granada es febrero de 2020, y finales de ese mismo año entre Málaga y Granada, cuando abra la nueva estación de Antequera AV.
| Origen    | Destino | Tiempo anterior (2006) | Tiempo actual (2025) | Tiempo futuro    | Reducción  |
| --------- | ------- | ---------------------- | -------------------- | ---------------- | ---------- |
| Sevilla   | Huelva  | 1:27                   | 1:24                 | 0:31             | 0:53 (63%) |
| Madrid    | Huelva  | 4:20                   | 3:41                 | 2:55             | 0:46 (21%) |
| Sevilla   | Málaga  | 2:30                   | 1:55(1)              | 1:35(2)          | 0:55 (37%) |
| Madrid    | Granada | 4:16                   | 3:15                 | 2:40(3)          | 1:36 (38%) |
| Sevilla   | Granada | 2:57                   | 2:25(1)              | 1:50(2)(3)       | 1:07 (38%) |
| Málaga    | Granada | 2:43(4)                | 1:18                 | 0:50(3)          | 1:53 (65%) |
| Algeciras | Granada | 4:15                   | 3:45(5)              | 2:45(3)(6)       | 1:30 (35%) |
| Granada   | Almería | 2:08                   | 2:08(7)              | 1:36(7)(8)       |            |
| Sevilla   | Almería | 5:10                   | 5:45(1) 4:40(1)(7)   | 3:24(2)(3)(7)(8) |            |

(1) Con parada en Córdoba.
(2) Evitando la parada en Córdoba utilizando el bypass de Almodóvar del Río.
(3) Cuando la variante de Loja esté en servicio.
(4) Con transbordo en Bobadilla.
(5) Con transbordo en Antequera-Santa Ana.
(6) Una vez termine también la remodelación de la línea Bobadilla-Algeciras.
(7) Una vez termine la integración en Almería.
(8) Una vez termine la remodelación de la línea Granada-Almería.